# Christopher Kirby
Christopher „Chris“ Kirby ist ein US-amerikanisch-australischer Schauspieler.

## Leben
Christopher Kirby steht seit 1990 vor der Kamera und spielte lange Zeit vor allem kleinere Nebenrollen in Fernsehserien. 1999/2000 wanderte er nach Australien aus.
Erste Bekanntheit erlangte er durch die Matrix-Trilogie, in der er 2003 in Matrix Reloaded und Revolutions den Charakter Mauser spielte. 2005 stellte er in Star Wars: Episode III den Senator Giddean Danu dar, sein Auftritt wurde aber aus der Kinofassung geschnitten.
Seine erste Hauptrolle hatte Kirby 2012 im Film Iron Sky, in dem er den afroamerikanischen Astronauten James Washington verkörpert. 2014 stand er neben Ethan Hawke, Sarah Snook und Noah Taylor in dem von den Spierig-Brüdern inszenierten Thriller Predestination vor der Kamera.

## Filmografie (Auswahl)
- 1995: Ocean Girl (13 Folgen)
- 1995: Flippers neue Abenteuer (4 Folgen)
- 1995: Space 2063 (3 Folgen)
- 1997: American Shrimps (Eat Your Heart Out)
- 2002: Königin der Verdammten
- 2003: Der Sattelclub (4 Folgen)
- 2003: Matrix Reloaded
- 2003: Rückkehr des Bösen (Fernsehfilm)
- 2003: Visitors
- 2003: Matrix Revolutions
- 2004: Schräge Bettgesellen
- 2005: Star Wars: Episode III – Die Rache der Sith (entfernte Szene)
- 2006: Macbeth
- 2009: Daybreakers
- 2009: Maos letzter Tänzer
- 2010: I Love You Too
- 2012: Iron Sky
- 2012: 3010 Children of the Revenant
- 2013: Camp (Fernsehserie)
- 2014: Predestination
- 2016: Hunters (Fernsehserie, 1 Folge)
- 2017: Wolf Creek (Fernsehserie, 3 Folge)
- 2018:  Upgrade
- 2019: Dora und die goldene Stadt
- 2019: Preacher (Fernsehserie, 3 Folgen)
- 2021: Wentworth (Fernsehserie, 1 Folge)
- 2023: Late Night with the Devil